# パエトーン (漫画)
『パエトーン』は、山岸凉子による日本の短編漫画、および同漫画を他の短編漫画とともに収録した書籍のタイトルである。

## 概要
短編集『パエトーン』は、1988年に角川書店より「あすかコミックス」の1冊として発売された。下記の4作品が収録されている。1988年6月17日発行 ISBN 4-04-924053-X
- グリーン・フーズ Part1、Part2
- キメィラ
- 月の絹
- パエトーン

## 単行本所収作一覧

### グリーン・フーズ
初出：角川書店の漫画雑誌『ASUKA』1987年9月号、11月号
金髪碧眼のトビー・ウィルソンは6歳にしてミュージカル映画の子役スターの地位を確立し、全米で大人気となる。1歳下の妹・マーシャは赤毛である上にさえない顔立ちで、家族からもメイドからも友達からも愛されず、時々兄がテレビに出るのを楽しみに、テレビにかじりつく毎日を過ごしていた。
トビーは成長するにつれその体格が「エンジェル」と呼ばれるような童顔と釣り合わなくなり、さらに変声によってだみ声となる。トビーの栄光と彼がもたらす収入を失いたくない両親はトビーにピアノを習わせ、歌を歌わせることとし、スタッフを連れて全米を巡業するが、彼の人気は回復しない。スタッフの1人・チャックがトビーのゴースト・ライターとなって作った歌を、トビーがうまく歌えないのを見かねて思わずマーシャが歌ったところ、思いがけなく彼女に歌の才能があることがわかる。トビーは、自分が作った（ことになっている）歌をピアノで弾き、妹マーシャが歌うという兄妹愛が世間に受けると提案した。
5分間のテレビ番組出演では、トビーが弾き語りをした後でマーシャも歌ったものの、番組の出来はさんざんなものだった。ところが、その歌がふとしたきっかけでラジオで流され、小さなレコード会社から売り出された。やがて大手レコード会社から契約の話が持ち込まれた。チャックが曲を作りトビーがピアノを弾きマーシャが歌う「トビー&マーシャ」の新曲は大ヒットとなった。
トビー&マーシャの人気は高まるが、内気なマーシャは常にトビーの陰に隠れていた。しかしマーシャの外見が良くないにもかかわらず曲が売れることが彼女の歌の実力の証明となった。トビーはマーシャの代わりに歌わせようと次々に美しい女性歌手を連れてきたが、チャックやレコード会社のプロデューサーらが強硬に反対した。しかしある時トビーが連れてきたのは女優の卵で、トビーが彼女との結婚を考えていることが、子供のころから兄に憧れて慕い続けていたマーシャにとっては非常に辛いことだった。マーシャは、以前から話をしやすかった、スタッフのジョージと付き合うようになる。しかしトビーからジョージに婚約者がいると知らされ、ジョージもそのことを認めてスタッフを辞めてしまう。
このことがきっかけとなり食欲を失ったマーシャは次第に痩せていくが、彼女は痩せることで自分を美しく見せられることに気付く。トビーの結婚を機に長期休暇をとったトビー&マーシャとスタッフ達。1人で過ごす間マーシャはお茶以外何も口にせず、活動を再開する矢先に倒れる。拒食症と診断され寝込んだマーシャに、チャックが、トビーがジョージに金を渡して追い払ったが連れ戻すと告げる。彼と入れ違いにマーシャに近付いてきたトビーは、「5、6歳の時から家族のために働かされ辛い思いをしていたのに、妹のほうは学校も行かずテレビばかり見ていた」と語り始める。兄弟のシンガーソングライター、拒食症で死亡という設定からカーペンターズを思わせるストーリー。

### キメィラ
初出：小学館の漫画雑誌『プチフラワー』1984年5月号
新設の女子大学に合格し学生寮に入った少女・磯村。男装の麗人と呼ぶにふさわしいボーイッシュな容姿の鈴木翔（かける）と同室になる。体育科の学生でありハードル競技の選手でもある翔に、磯村はたちまち惹かれる。翔は、捨てられた猫や犬を拾ってきて、寮がペット飼育禁止と知らされると、周囲の反感を買うほど熱心に飼い主を探してやる。また寮には実家から持ってきたたくさんの万年青の鉢を置き、大事に世話をしていた。翔は時々、門限を過ぎるまでランニングを続け、ボイラーが止まったシャワー室で水で体を洗うことがあった。
そのころ近隣の市では独居老人が殺される事件が起きていた。また、翔に熱心に指導し、陸上競技の全国大会への出場も勧めていた男性コーチの藤原が、寮のシャワー室で裸で撲殺される。翔が参考人として調べられたが嫌疑不十分となった。
ある夜、磯村が夜中に起きると翔が部屋にいなかった。物音に気付いた磯村がシャワー室に行き、カーテンの下に、翔らしい足の周りに血が見えたためカーテンを開けたところ、水を浴びていた翔の裸の体を見てしまう。月経がまだだという翔の、その股間に、あるはずのない器官がかすかにあった。翔に絞殺されかかった磯村を、翔をずっと尾行していた刑事が助けた。
その日も独居老人が殺されており、現場近くの駅から大学方面へ向かう電車の中で様子がおかしかった翔を刑事が尾行していたのだった。次々に老人を殺して血液を抜いた動機はわからず、そしてキメィラ状――男性と女性の要素が複雑に入り交じった体で生きてきた翔の苦しみも想像のつかないものだった。磯村が刑務所の翔から受け取った手紙には、自分がもらい手を探したペットや残してきた万年青を案じる言葉ばかりが書かれていた。

### 月の絹
初出：『ASUKA』1987年8月号
もうすぐ14歳の四女・佐保姫（さほひめ）、恋にときめく三女・夕星姫（ゆうづつひめ）、不倫中の二女・竜田姫（たつたひめ）、独身の長女・打田姫（うつたひめ）。『美しき天然』の歌とともに幕が開いて現れた彼女らが、ファッションやメイク、お料理、開運から墓についてまで語り尽くす。

### パエトーン
初出：『ASUKA』1988年5月号
チェルノブイリ原子力発電所事故の発生、広瀬隆、武谷三男の著作との出会いから始まって、原子力発電所の事故が起きれば何が起きるか、日本ではどのような事態となるかが筆者から語られる。
原子力発電所の燃料となるウランは、太陽の最後の姿である超新星が爆発した時につくられた。それを人類が利用するということは、ギリシア神話に登場する、父アポロンの日輪の馬車を御そうとしたが暴走させ地上を焼き尽くしたパエトーンのような愚行ではないだろうか。

## その他の収録媒体
- 『ハトシェプスト』文藝春秋〈文春文庫ビジュアル版〉ISBN 4168110486
  - 「キメィラ」を収録。
- 『ブルー・ロージス - 自選作品集』文藝春秋〈文春文庫ビジュアル版〉、1999年、ISBN 4168110508。
  - 「パエトーン」を収録。